# قطعنامه ۱۴۲۱ شورای امنیت
قطعنامه ۱۴۲۱ شورای امنیت سازمان ملل متحد که در تاریخ ۰۳ ژوئیه ۲۰۰۲ تصویب شد، سندی بین‌المللی دربارهٔ بررسی وضعیت در بوسنی و هرزگوین است. این قطعنامه طی نشست ۴۵۶۶ام با ۱۵ رای موافق، ۰ مخالف و ۰ ممتنع تصویب شد.